# (37560) 1986 QK3
1986 QK3 (asteroide 37560) é um asteroide da cintura principal. Possui uma excentricidade de 0.16496180 e uma inclinação de 5.67059º.
Este asteroide foi descoberto no dia 29 de agosto de 1986 por Henri Debehogne em La Silla.